# 黃雙線䲁
黃雙線䲁（學名：Enneapterygius abeli），為輻鰭魚綱䲁形目三鰭䲁科雙線䲁屬的一個種，種名是以維也納大學的奧地利生物學家埃里希·F·阿貝爾（1919-1995）的名字命名，他致力於研究地中海和紅海魚類的生態學和行為學，並將紅海的模式標本捐贈給了森肯貝格博物館，分布於西印度洋區，包括紅海、東非、南非、葛摩、模里西斯、塞席爾群島海域，深度1至14公尺，本魚體延長，呈圓柱狀，眼上方具觸鬚，眼周放射狀褐色和綠色，雄魚身體呈黃色，頭部至胸鰭基部有黑色素細胞，雌魚身體呈黃綠色，鼻部有褐色條紋，眼下有橙色橫帶，頸背部分有鱗，腹部無鱗，背鰭3個，背鰭硬棘14-16枚、背鰭軟條9-10枚、臀鰭硬棘1枚、臀鰭軟條17-18枚，體長可達2.5公分，棲息在水淺的珊瑚礁、潟湖，以小型無脊椎動物為食，雌魚產附著性卵在藻類築的巢，雄魚會守護卵，幼魚為浮游性，生活習性不明。